# Entitní integrita
Entitní integrita je pojem související s databázemi. Je nezbytné, aby každý řádek (záznam) v databázové tabulce byl jednoznačně rozlišitelný – tedy aby obsahoval hodnotu, která je v rámci databázové tabulky unikátní.
K tomu účelu slouží primární klíč. Platí, že každý řádek tabulky musí obsahovat primární klíč, který bude unikátní vzhledem k ostatním řádkům a nebude mít hodnotu NULL.
Pokud tedy budeme mít tabulku s údaji několika osob, můžeme teoreticky jako primární klíč použít například jejich rodné číslo. Pro praktické použití se však rodné číslo z často důvodu utajení jako primární klíč nehodí, je lepší ho nahradit klíčem syntetickým (např. číslem zaměstnance).
Databázový systém, který zaručuje entitní integritu, nám nedovolí vložit do jedné tabulky více osob se stejným číslem zaměstnance (stejnou hodnotou primárního klíče), resp. více osob se stejným rodným číslem (stejnou hodnotou klíče, který je v databázi definován jako unikátní).